# Louis Wilhelm Salomonsen
Louis Wilhelm Salomonsen (født 30. oktober 1832 i København, død 18. december 1914 sammesteds) var en dansk læge. 
Salomonsen var ældste søn af silkehandler Moritz Marcus Salomonsen og Esther f. Friderica. Han blev student ved privat dimission i 1848 og tog medicinsk embedseksamen i 1855. Allerede i 1852 erhvervede han universitetets guldmedalje for den kemiske prisopgave, og i 1859 disputerede han for doktorgraden med arbejdet Urinsyreinfarcten hos Nyfødte. Efter studier i udlandet praktiserede han fra 1860 i København og var 1861–63 reservelæge ved Frederiks Hospital. I 1866 blev han konstitueret distriktslæge og i 1872 kommunelæge i København. Fra 1872-1912 var han læge ved forsikringsselskabet Danmark. Gennem denne virksomhed fik han levende interesse for forsikringsmedicinske spørgsmål og gav flere foredrag på kongresser samt væsentlige bidrag til forsikringsmedicinen i litteraturen. Salomonsen var formand for Forsikringslægernes Forening fra 1901–13, fattiglæge ved Mosaisk Trossamfund og medlem af bestyrelsen for Lægernes private Enkekasse. Han var agtet blandt sine stand- og trosfæller, men særligt hans fattige patienter respekterede ham: Han var blandt sine fattige Patienter ligefrem forgudet. Endnu lever i Resterne af det gamle Brøndstrædekvarter Mindet om "Doktoren med det hvide Slips", der ikke alene var Læge, men en Ven og en Trøster, og som tryg og stilfærdig færdedes og gjorde alt det gode, han kunde, i de Gyder og Stræder, hvor mange knapt turde vove sig ind, skrev Politiken i sin nekrolog ved hans død i 1914. 
Salomonsen var en ivrig forkæmper for Nationalliberalismen. Kunst og litteratur interesserede ham stærkt, og han var en fast tilskuer på Det kongelige Teater ved de klassiske forestillinger. Han giftede sig i 1863 med Sara Sophie f. Levin, datter af vekselerer Joseph Marcus Levin. En søn, Einar Joseph Salomonsen, blev ligeledes læge, mens en datter giftede sig med administrator Louis Henius.